# Галеева, Магфира Ильясовна
Магфира Ильясовна Галеева (24 декабря 1928, дер. Средний Муйнак, Зианчуринский район, Башкирская АССР, РСФСР, СССР — 3 октября 2016, Уфа, Башкортостан, Россия) — советская и российская башкирская оперная и эстрадная певица, народная артистка Республики Башкортостан (2011).

## Биография
В 1953 году окончила Московскую государственную консерваторию имени Петра Чайковского. По окончании консерватории работала в Башкирской государственной филармонии. В РБ считается основоположницей башкирской эстрады. Исполняла народные песни на 62 языках.
С 1984 года руководила вокальной студией уфимского Дворца культуры «Юбилейный». С 1992 года в Зианчуринском районе Башкирии проводится конкурс вокального искусства имени Магфиры Галеевой.

## Семья
Муж Николай Голов (Наиль Галеев) — музыкант, композитор, баянист-концертмейстер, создатель национального инструментального эстрадного ансамбля «Огни Уфы», будучи русским, в детстве выучил башкирский и татарский языки, на которых потом и говорил. Внук Артём — неоднократный лауреат Международных музыкальных конкурсов.

## Репертуар
В репертуаре певицы башкирский музыкальный фольклор, романсы башкирских, русских композиторов и песни народов мира.

## Награды и премии
- Медаль «За трудовое отличие»
- Медаль «За доблестный труд в Великой Отечественной войне 1941—1945 гг.»
- Медаль «Ветеран труда»
- Народная артистка Республики Башкортостан (2011).
- Заслуженная артистка Башкирской АССР (1965).